# Patek Philippe
Patek Philippe S.A. — швейцарська компанія з виготовлення годинників. Заснована двома польськими емігрантами. Ця марка є однією з найдорожчих годинників. Символ компанії — хрест іспанського ордену Калатрави. Під цією назвою виготовляються «початкова» лінія моделей компанії (від ~ $9000).

## Історія
1 березня 1839 року в Женеві два емігранти із Польщі, Антуан Норберт Патек де Правжич (офіцер польської кавалерії) та Франциск (Франсуа) Чапек (годинниковий майстер), відкрили невелику годинникову компанію. Вони не ставили перед собою мету підкорити світську знать. На початках виготовляли 2 годинники в рік суворо під замовлення, а в 1851 році — до 200 годинників. Але з часом засновники вирішили поекспериментувати із зовнішнім виглядом моделей. Вони стали детально обробляти, полірувати, налаштовувати та прикрашати дорогоцінними каменями корпуси. З часом вишукані годинники отримали премію «досконалості» на Лондонській виставці в 1858 році.
1845 році Чапек залишає компанію через конфлікт з Патеком. Мануфактура змінила назву на Patek&Cie.
15 травня 1845 року вільне місце зайняв Жан Адрієн Філіпп — майстер часової мануфактури, творець заводного механізму «без ключа». У 1851 році він стає повноправним партнером Патека. Компанія отримала майже сучасну назву Patek Philippe&Co.
У співробітництві Філіпп відповідав за розробку та виробництво нових моделей, а Патек подорожував світом та знаходив заможних замовників. Клієнтами компанії вже були королева Вікторія, Шарлотта Бронте, Альберт Ейнштейн, Лев Толстой, Петро Чайковський та інші знаменитості.
1868 року Patek Philippe виготовила перший у світі наручний годинник, який досі зберігається в музеї компанії. Це дало поштовх до створення нових патентів та інновацій — хронограф, вічний календар, хвилинний репетир та інше.
У 1932—1933 роках компанія виготовила «в годинниковому змаганні» для нью-йоркського банкіра Генрі Грейвза найскладніший на той момент механізм. 1999 годинник Грейвза був проданий на аукціоні Sotheby's за 11 002 500 доларів США — це абсолютний максимум, коли-небудь оплачений за годинник.
У 1901 році, коли титуловані засновники пішли із життя, компанію перейменували на Ancienne Manufacture d'Horlogerie Patek Philippe&Cie, S.A. У 1932 році її придбали брати Жан та Шарль Штерни. Відтоді і встановилась нинішня назва компанії — Patek Philippe S.A. У 2007 році компанією володіють і керують третє та четверте покоління сім'ї Штернів, батько та син — Шарль та Тьєррі. Усе виробництво та музей знаходиться в Женеві. Зайнято близько 1300 осіб.
Річний тираж Patek Philippe становить трішки більше 40 тисяч екземплярів наручних та кишенькових годинників, четверта частина із яких приходиться саме на жіночі кварцові моделі. Спільне число складових для такого виробництва об'єму досягає близько 15 мільйонів. Левова частка це «дрібнички» виготовляються на нових майданчиках, а саме, одних лиш коліс тут виточується 400 видів. На кожне, навіть найменше дрібне колесо йде від 40 до 60 операцій, в том числі завершальна ручна поліровка в так званому Beauty Center («Центрі вроди»). Детальний та ґрунтовний підхід до деталей багато в чому говорить про якість кінцевої продукції та грандіозну ціну.
Кожний готовий механізм тестують в 7 етапів загальною тривалістю 18 днів, і стільки ж часу займає перевірка кожного зібраного та відрегульовано екземпляра годинників. Годинники, що успішно пройшли всі тести, маркуються двома літерами РР — Patek Philippe Seal. Цей корпоративний «знак якості» був запроваджений 2009 року та сильно засмутив багатьох претендентів на лідерство у Високому годинниковому мистецтві, а також завдав відчутного удару бездоганному по іміджу «Женевського тавра».
У сучасному каталозі нараховується 45 серійних механізмів 23-х калібрів. За всю історію існування компанії виготовлено 600 000 годинників.

## Фото виробничого процесу

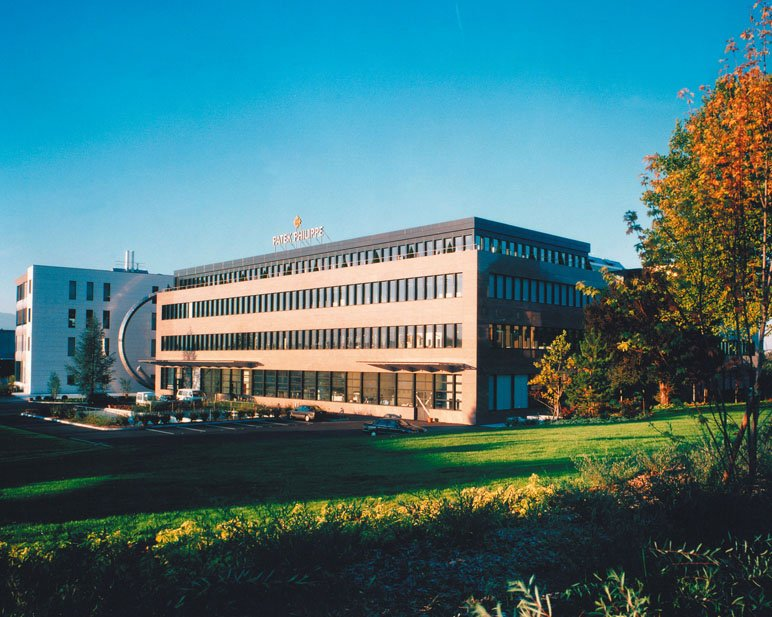

## Засновники

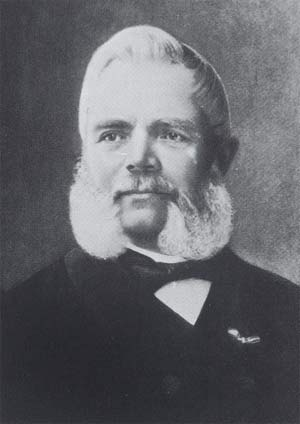
Антуан Норберт Патек де Правжеч

## Рід Штернів

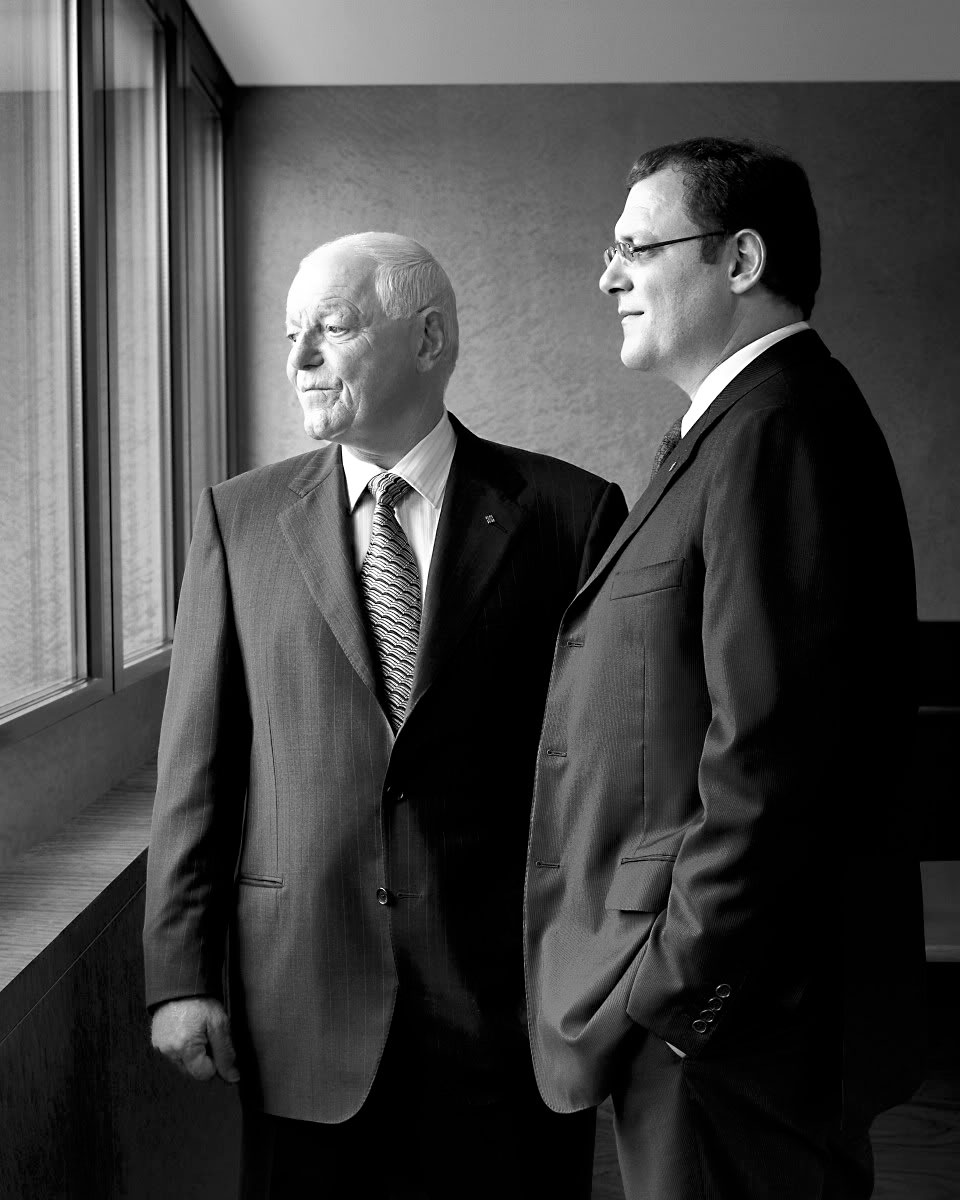
Філліп та Тьєрі Штерн

## Підробка
Підробка по якості відрізняється від оригіналу. Зовнішній вигляд тяжко відрізнити «без ненатренованого ока», а підробки високої якості — неможливо без відкриття корпусу годинника. Одна із різниць «оригінал-фальшивка» — це присутність дорогоцінних металів та каменів, а також вартість копії.

## Галерея зображень

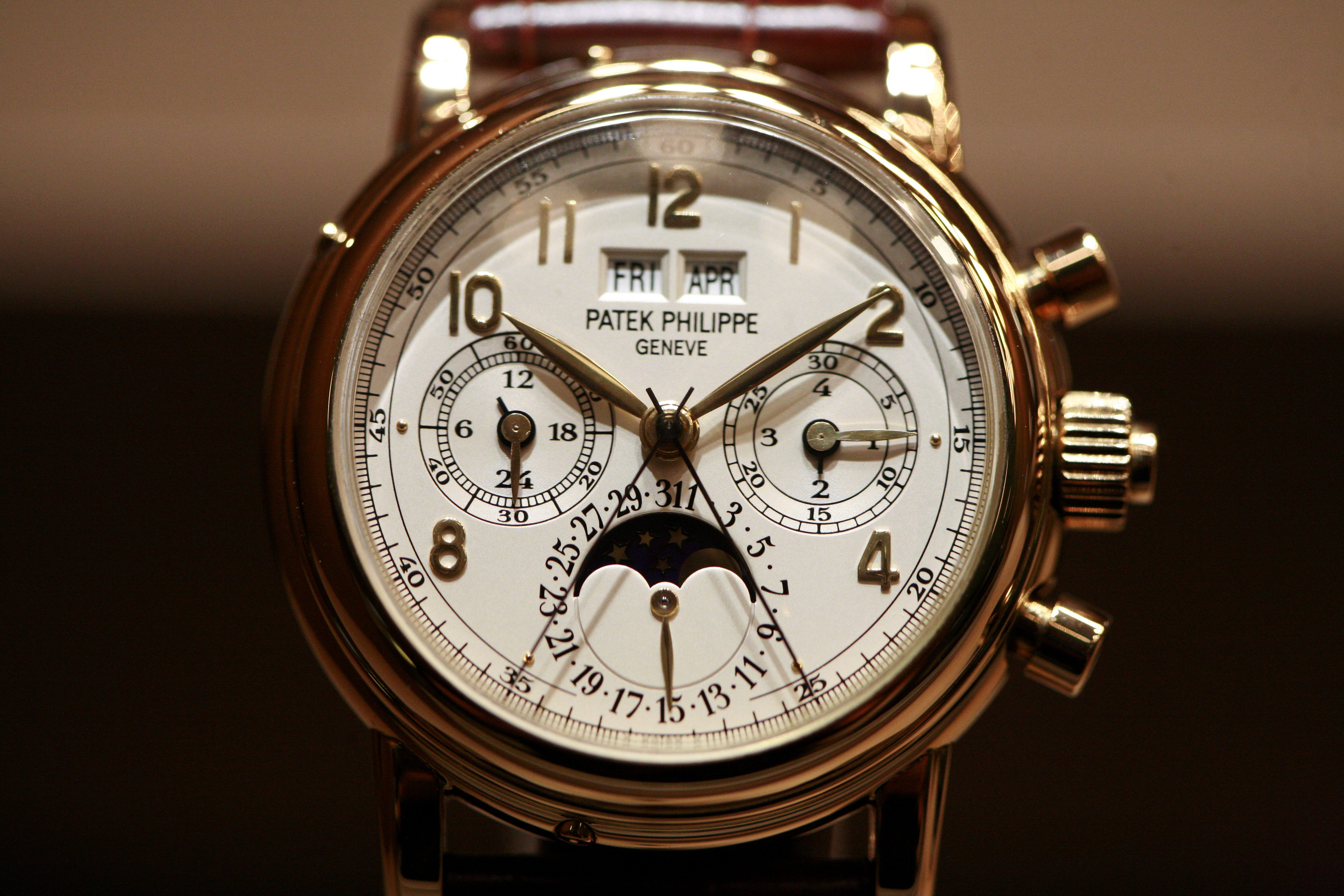
Вбудований хронограф, вічний календар, фази місяця
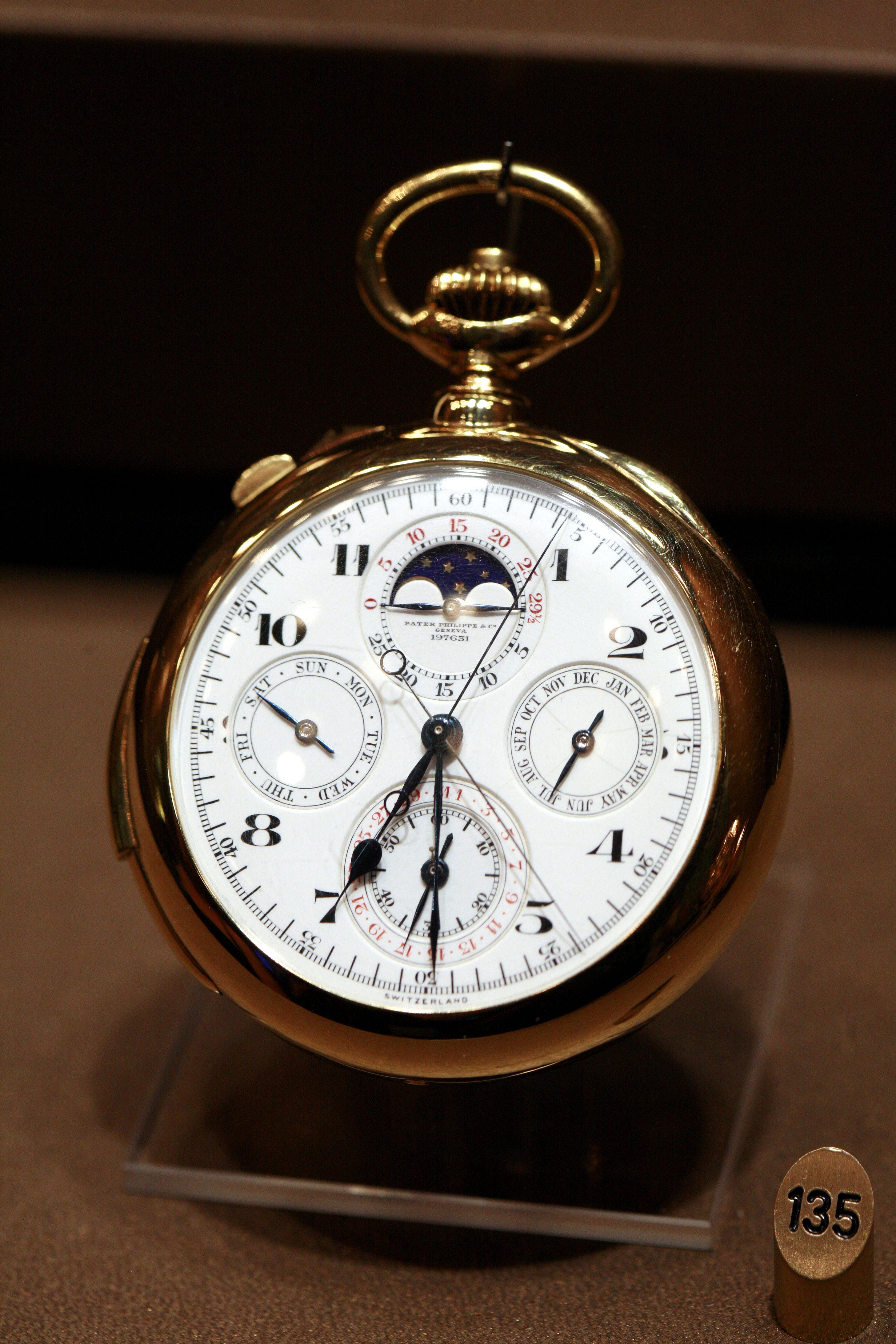
Календар та фази місяця в кишеньковому годиннику
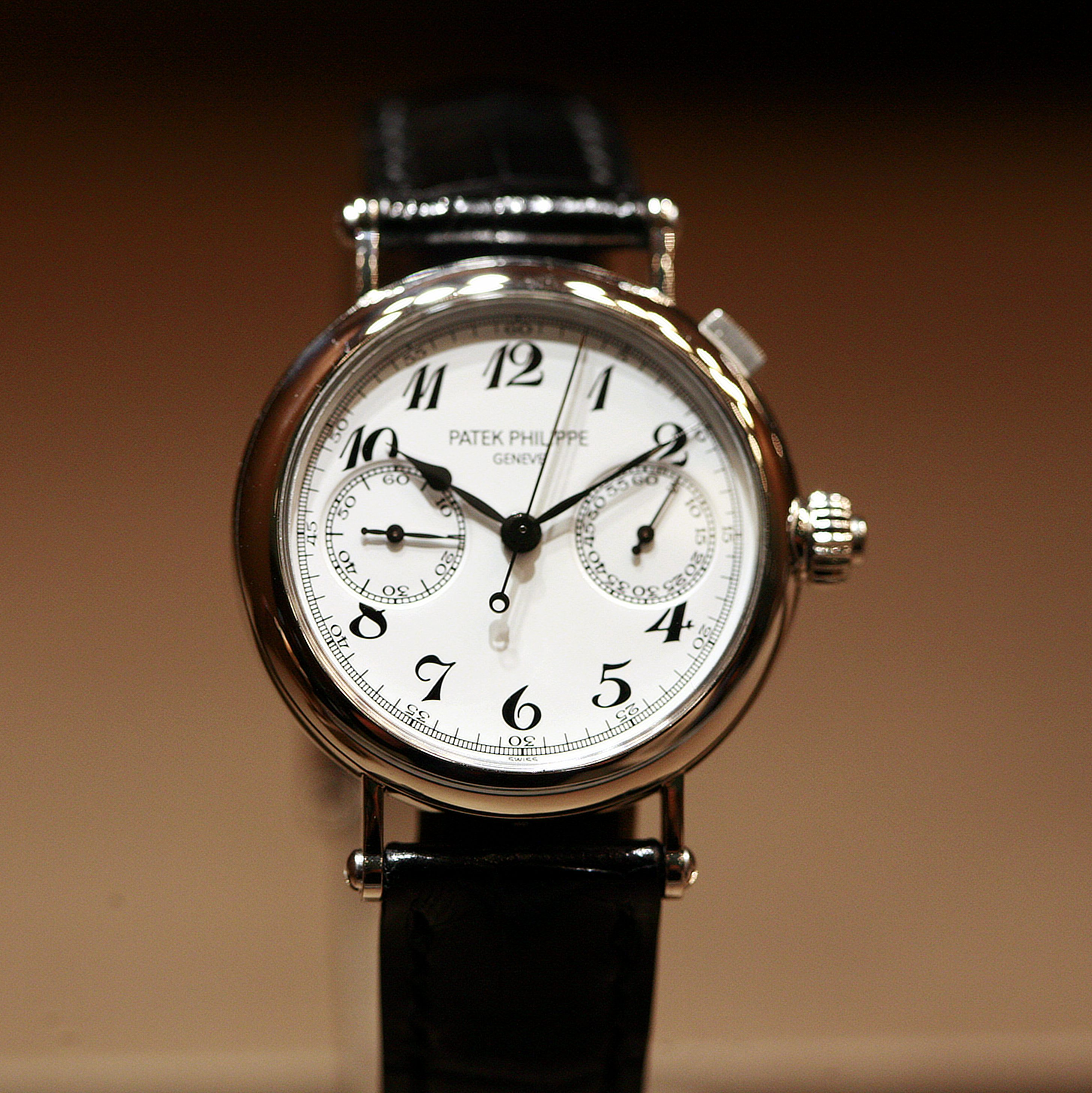
Один із хронографів
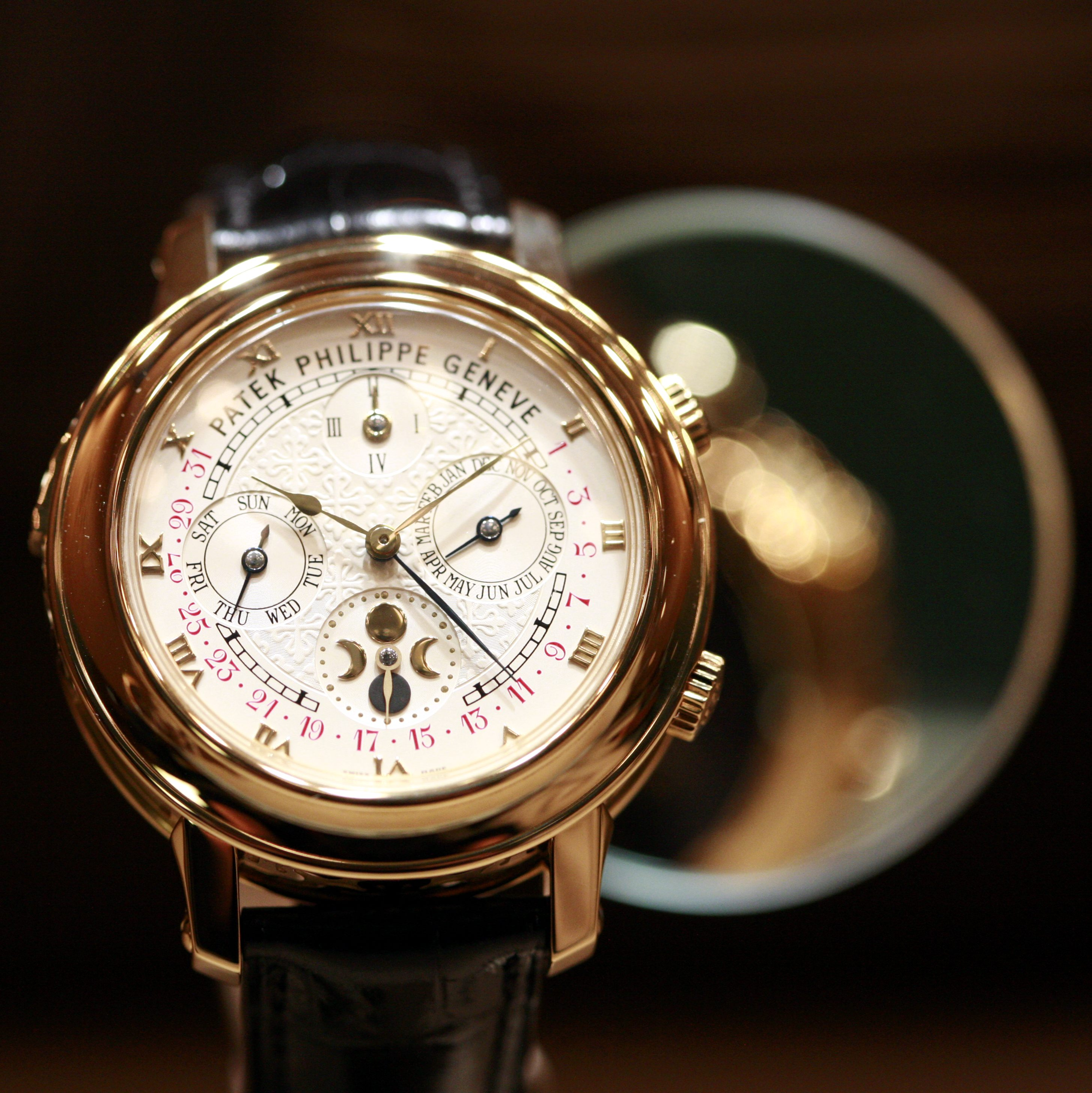
Календар, фази місяця в наручному годиннику
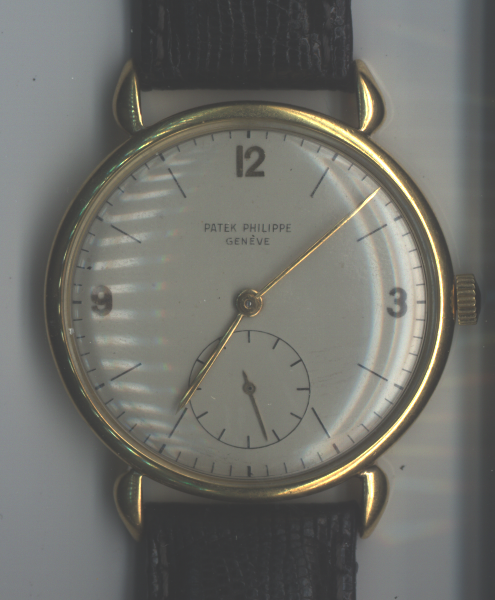
Patek Philippe "Жовте золото" 1940 року, Реф.1543
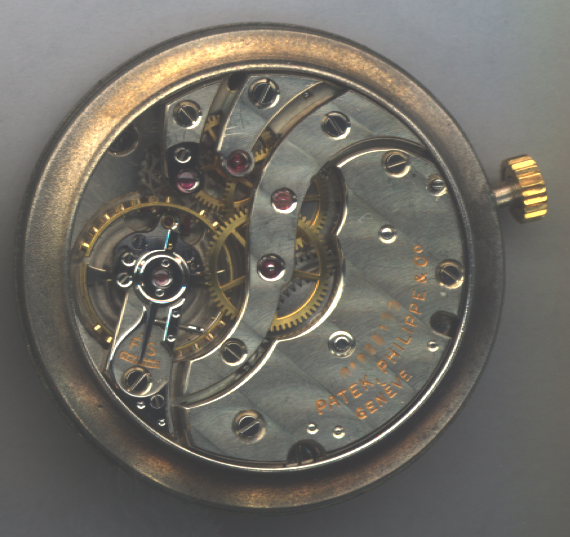
Механізм Patek Philippe "Жовте золото" 1940 року, Реф.1543
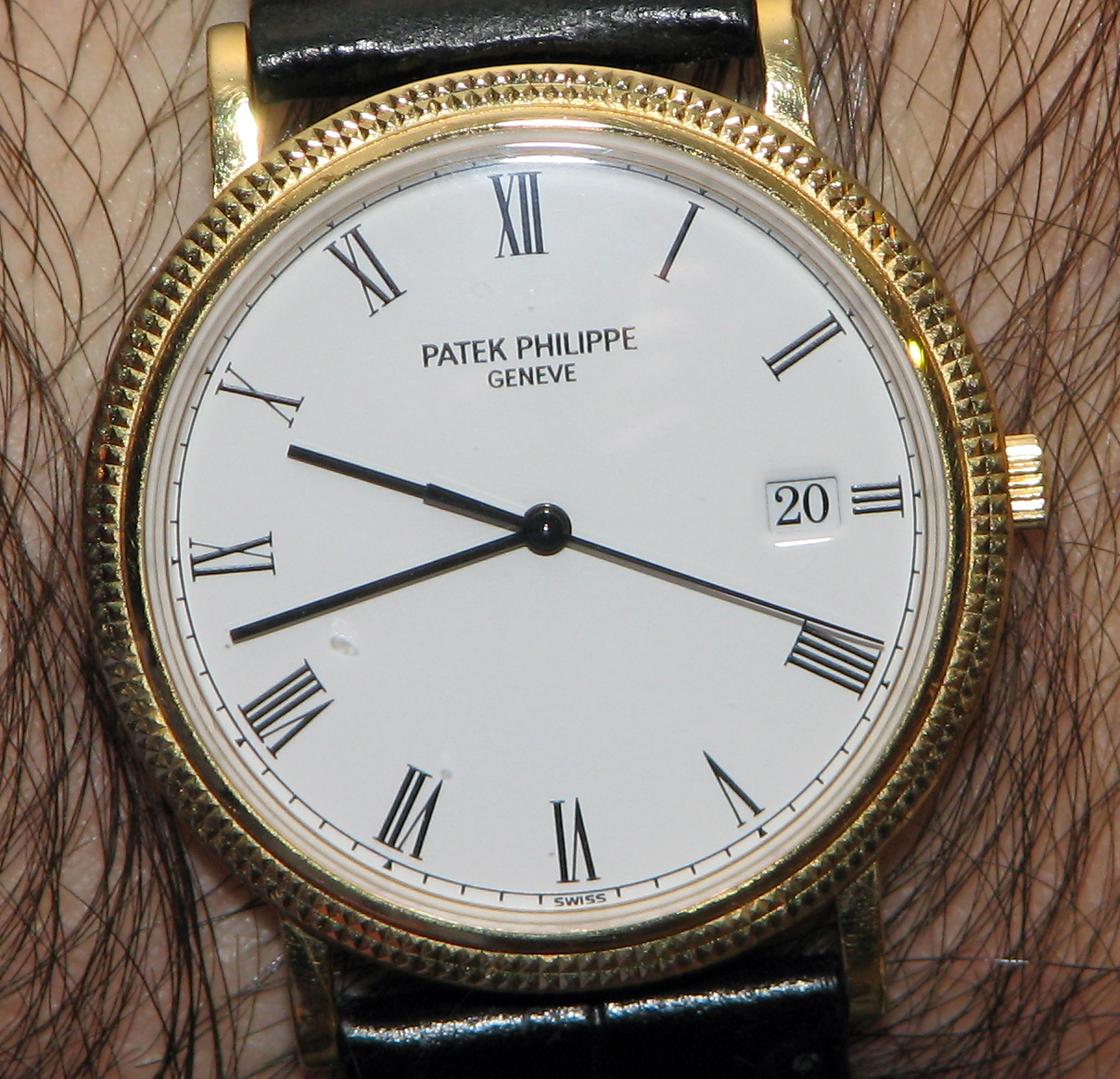
Patek Philippe Calatrava Реф.3944J, 1999 року

## Серії годинників

### Calatrava
У 2012 році ця лінія відзначила 80-річчя від дня заснування. Її поважають за те, що вона в повній мірі символізує правління Штернів та не змінилася з 30-х років, не втративши своєї популярності. Серія наче поглинула в собі дух років між двома світовими війнами. Із самого початку годинник не мав крутості в технічному плані, навпаки, у ньому вбудовані надзвичайно прості та надійні механізми, які годинникарі вдосконалювали протягом багатьох років. Годинники мають простий дизайн, який можна назвати архетипом годинникового мистецтва. Такий годинник в змозі намалювати школяр — циферблат круглої форми та три стрілки по центру. Змінювалися тільки незначні деталі — накреслення цифр та обробка циферблата. Охарактеризувати Calatrava можна трьома словами: слава, престиж, простота.
Вартість: від ~$9000.

### Sky Moon Turbillon

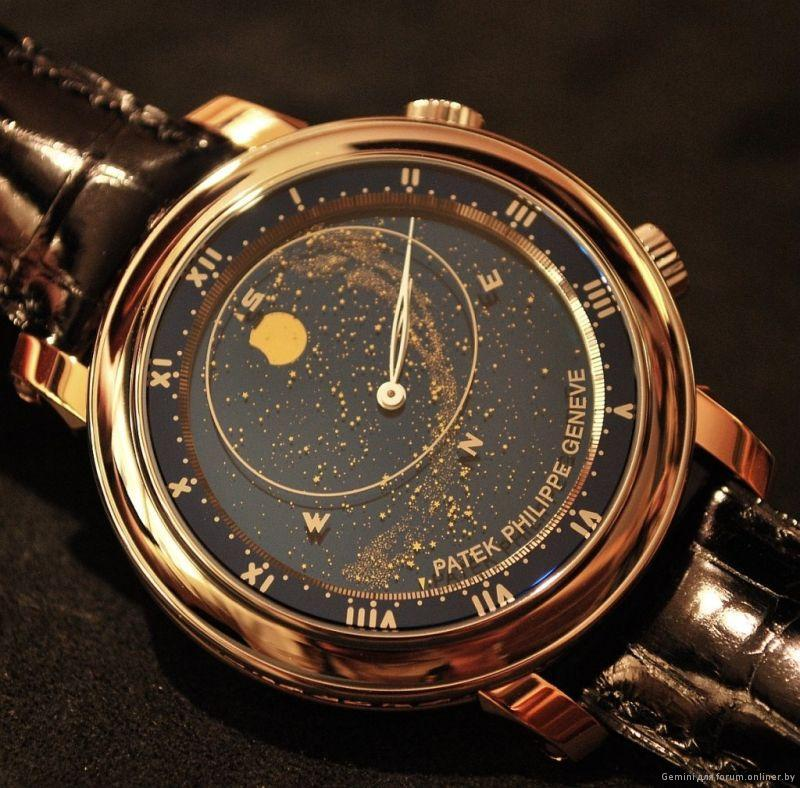
Sky Moon Turbillon ref.5102

Механізм: ручне заведення, калібр: 109, турбійон, стиль: Codes de Geneve та Perlage. Відмічені Женевським клеймом якості. Хронометр отримав сертифікат C.O.S.C. Кількість складових деталей: 301. Кожна деталь відшліфовується твердим деревом. Від цього ми отримуємо «досконалість заради досконалості».
Функції: годинник, хвилини, вічний календар, хвилинний репетир, зірковий час, карта зоряного неба, фази місяця.
Корпус: дорогоцінний метал (платина, золото), сапфірове скло.
Циферблат: дорогоцінний метал, стрілки: Poire, накладні римські цифри (золото).
Пряжка: шкіра крокодила.
Вартість: близько 1 млн американських доларів. У 2005 році на аукціоні в Японії вартість відмічена на позначці в 1.7 млн американських доларів.
Інноваційна технологія механізму Sky Moon показує нам дивовижну точність для астрономічного годинника. Місячний день в середньому триває 24 годин, 50 хвилин, 28,328 секунд. Місячний місяць триває 29 днів, 12 годин, 44 хвилин, 2,82 секунд. Зоряна доба часу, за які Сіріус з точки зору спостереження на Землі, здійснює коло по меридіану в середньому за 23 годин, 56 хвилин, 4,09892 секунд.
Ці відхилення від стандартного сонячного часу з періодом в 24 години потребує відповідних понижуючих та підвищуючих передавальних чисел в зубчатій передачі, яка направляє зусилля від пружини стартового барабана до кожного астрономічного дисплея. Майстри Patek Philippe, перебравши більш ніж 25 трильйонів (25 000 000 000 000!) варіантів, знайшли єдину комбінацію передаваних чисел, які дають найбільшу точність для всіх індикаторів на годиннику. А саме:
- місячна доба показує похибку 0.05 сек за добу, 18.385 сек за рік, 38.5 сек за сто років;
- зіркова доба детальна до 0.088 сек за добу, 32.139 за рік, 33.9 сек за сто років;
- показник фаз місяця дає похибку 6.51 сек за місячний місяць.

Виготовляється два екземпляри на рік. Бажаючі купити в черзі перебувають до 5 років. Окрім того, годинник продається тільки після спілкування особисто із Тьєрі Штерном та в колекції вже потрібно мати хоча б два годинники від Patek Philippe.

### Golden Ellipse

Patek Philippe Golden Ellipse

Компанія володіє ексклюзивним патентом на надскладну технологію змішування 18-каратного золота та кобольта.
Вперше представлена публіці в 1968 році. Дизайн та форма символізують довершеність пропорцій.
Колекція Golden Ellipse — це один із флагманів Patek Philippe.

### Aquanaut

Aquanaut Patek Philippe

Повсякденний елегантний годинник. М'який, зручний, міцний та гіпоалергенний ремінець виконаний із високотехнологічного композиту. Перша модель представлена в 1997 році — ref.5060А. Інша модель має насичений синій колір циферблата та каучуковий ремінець — ref.5066A.

### Gondolo
Майстри Patek Philippe вдосконалили запатентований у 1949 році баланс Gyromax. Ці нововведення припали на вихід нової моделі Gondolo Calender ref.5135. Отримали також автоматичний калібр 324/205. Річний календар необхідно корегувати тільки раз на рік — 1 березня. Календар доповнений вказівником місячних фаз, сумісним із 24-годинним циферблатом.
Форма: tonneau — бочка, годинник ідеальної форми. Профіль годинника зігнутий через це приємно обіймають зап'ясток.

### Twenty4

Patek Philippe Twenty 4 Ladies Wristwatch Model 4910

Швейцарський жіночий годинник. Являє собою сучасну інтерпретацію моделі Gondolo. З'явилася в 1999 році. Поєднання ювелірного мистецтва, комфорту, зручності та престижу — це Twenty 4.

### Nautilus
Перша модель з'явилась 1976 року. На теперішній час модельний ряд складає 10 чоловічих та 5 жіночих референцій. Дебютував цей модельний ряд у місті Базель.  Годинник має форму «золотого еліпса». Побудовані на базі кварцових калібрів.

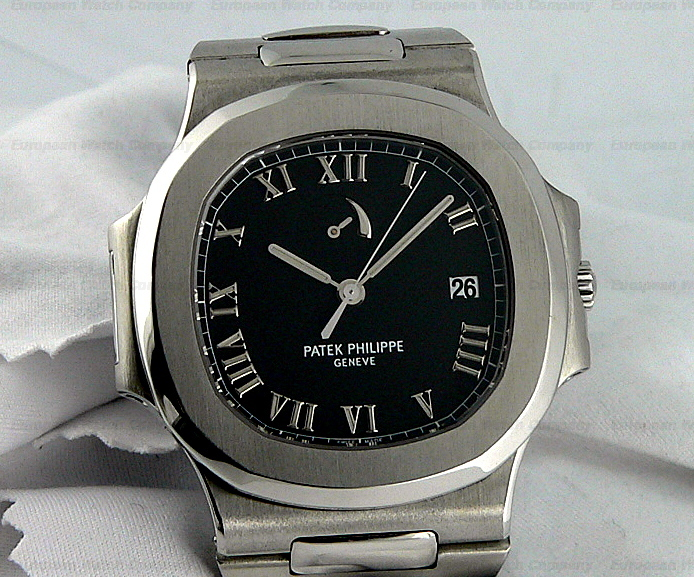
Ref. 3710 з індикатором запасу ходу годинника (сталь)

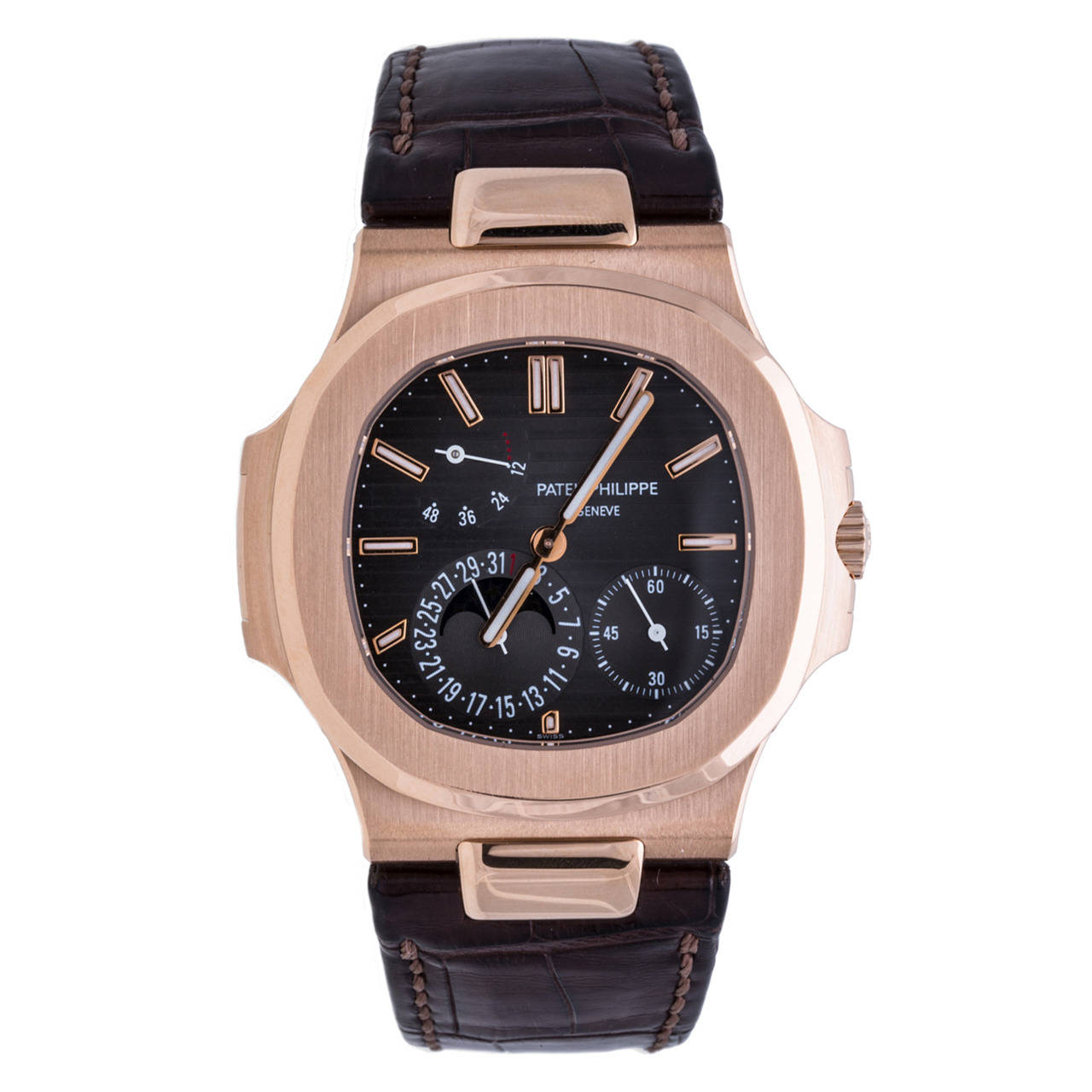
Ref. 5712R має індикатор запасу ходу, календар/дата, фази Місяця (рожеве золото)

### Neptune
Patek Philippe

### Minute Repeater Tourbillon
Patek Philippe

### Complication
Patek Philippe

### World Time
Patek Philippe

## Власники годинників
- Володимир Путін — годинник Patek Philippe Perpetual Calendar.
- Олександр Лукашенко — годинник Patek Philippe Calatrava 5120j.
- Анатолій Чубайс — годинник Patek Philippe.
- Петро Авен — годинник Patek Philippe Annual Calendar.
- Білл Гейтс, засновник компанії Microsoft — годинник Patek Philippe Sky Moon Turbillion.
- Леонід Черновецький — годинник Patek Philippe Sky Moon Turbillion.
- Костянтин Єфименко, міністр транспорту та зв'язку України в уряді Азарова — годинник Patek Philippe 5130J-001.